# Museo del tappeto di Şuşa
Il Museo dei tappeti di Şuşa è il museo degli antichi tappeti in lana dell'Artsakh o Karabakh, fondato nel 2011 nella città di Şuşa, allora nella Repubblica di Artsakh, oggi in Azerbaigian.

## Storia della creazione
Il fondatore del museo è Vardan Astsatryan che ha raccolto vecchi tappeti armeni provenienti dall'Austria, dalla Svizzera, dalla Turchia e dalla Germania, importati dall'Artsakh e unendoli ai famosi, antichi tappeti recuperati da diversi villaggi dell'Armenia. Il museo ha due edifici principali, nel 2011 è stato aperto un fondo museale a Şuşa, una sala è stata allestita da un gruppo di mecenati americani. Nell'agosto 2012 un mecenate, Karo Sargsyan di Mosca, ha donato un edificio appropriato come museo del tappeto.
Nell'agosto 2013 il presidente della Repubblica di Artsakh Bako Sahakyan, che ha visitato il museo, ha dichiarato che il museo dei tappeti ha avuto un notevole sostegno nel preservare le tradizioni e i valori nazionali promuovendo anche il turismo nell'Artsakh.

## Esposizione
Fino al 2020 il museo ospitava quasi 300 tappeti che vanno dal XVII secolo all'inizio di XX secolo. Fondamentalmente sono tappeti tradizionali dell'Artsakh. La mostra permanente, che comprende anche 120 dipinti, era costituita da pezzi provenienti da: Vishapagorg, Khndzoresk, Astghagorg, Thaghkagorg, Artvagorg, Thagkath –khacher, Patkeragorg. Nel museo non c'erano solo tappeti ma anche artigianato tradizionale locale, inoltre, c'erano anche esempi di tappeti turkmeni e afgani, oltre ad alcuni manufatti della cultura russa. Dopo aver analizzato i tappeti, veniva fornita una valutazione dagli esperti, se necessario, venivano restaurati e quindi ricollocati.
Il 29 ottobre 2020 l'esplosione di un razzo nell'ambito del pesante bombardamento della città di Şuşa da parte dell'esercito azero ha danneggiato gravemente gli edifici del museo. Il 1 novembre 2020 gli oggetti più preziosi della collezione (circa 160 tappeti) sono stati trasferiti a Erevan per evitare altri danni. Il resto della collezione, che comprende 100–120 tappeti oltre ad altri oggetti è stato lasciato a Şuşa.
La parte più preziosa della collezione è oggi in mostra al Museo Nazionale - Istituto di Architettura Alexander Tamanyan e al Museo storico dell'Armenia, entrambi a Erevan.

## Galleria d'immagini

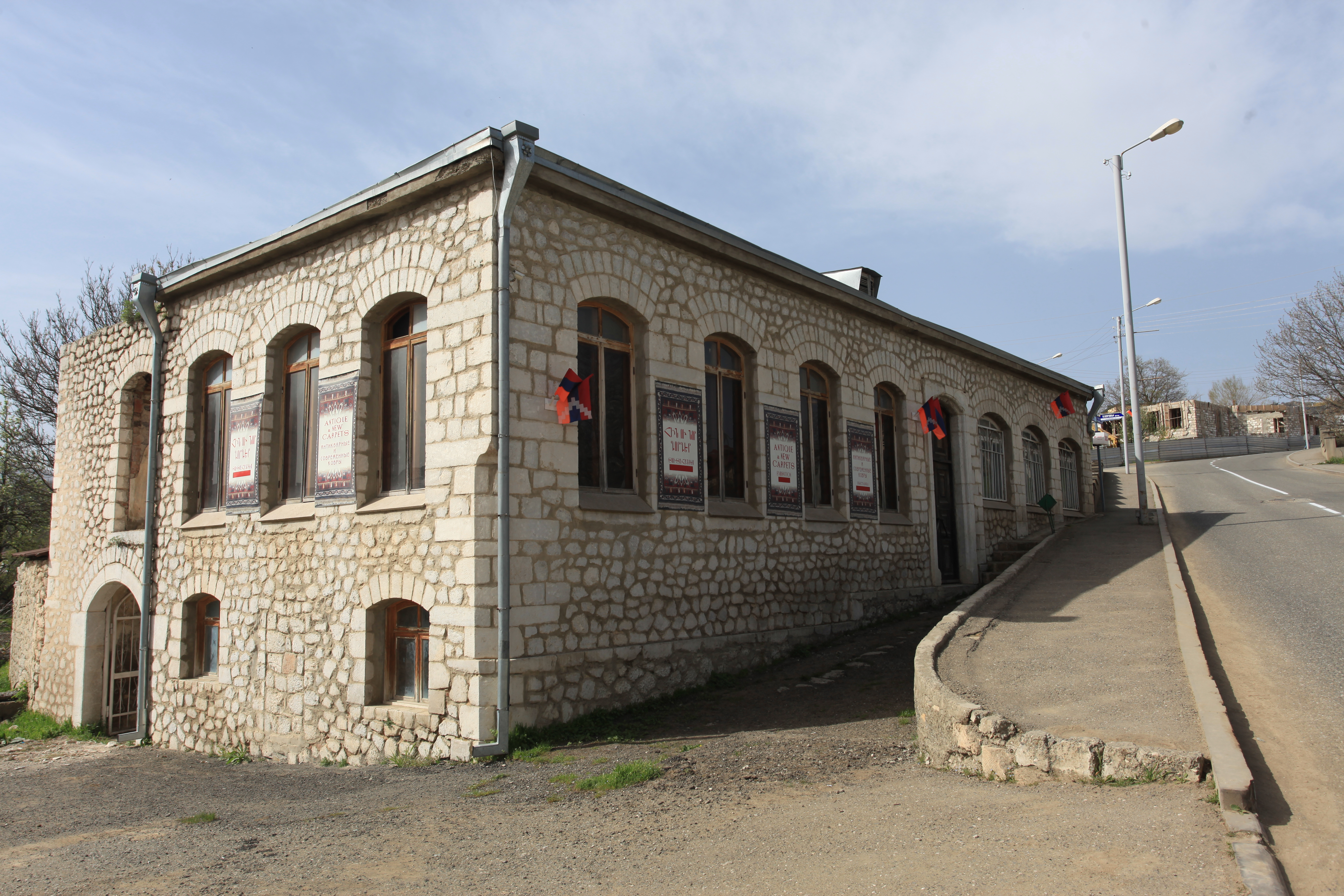
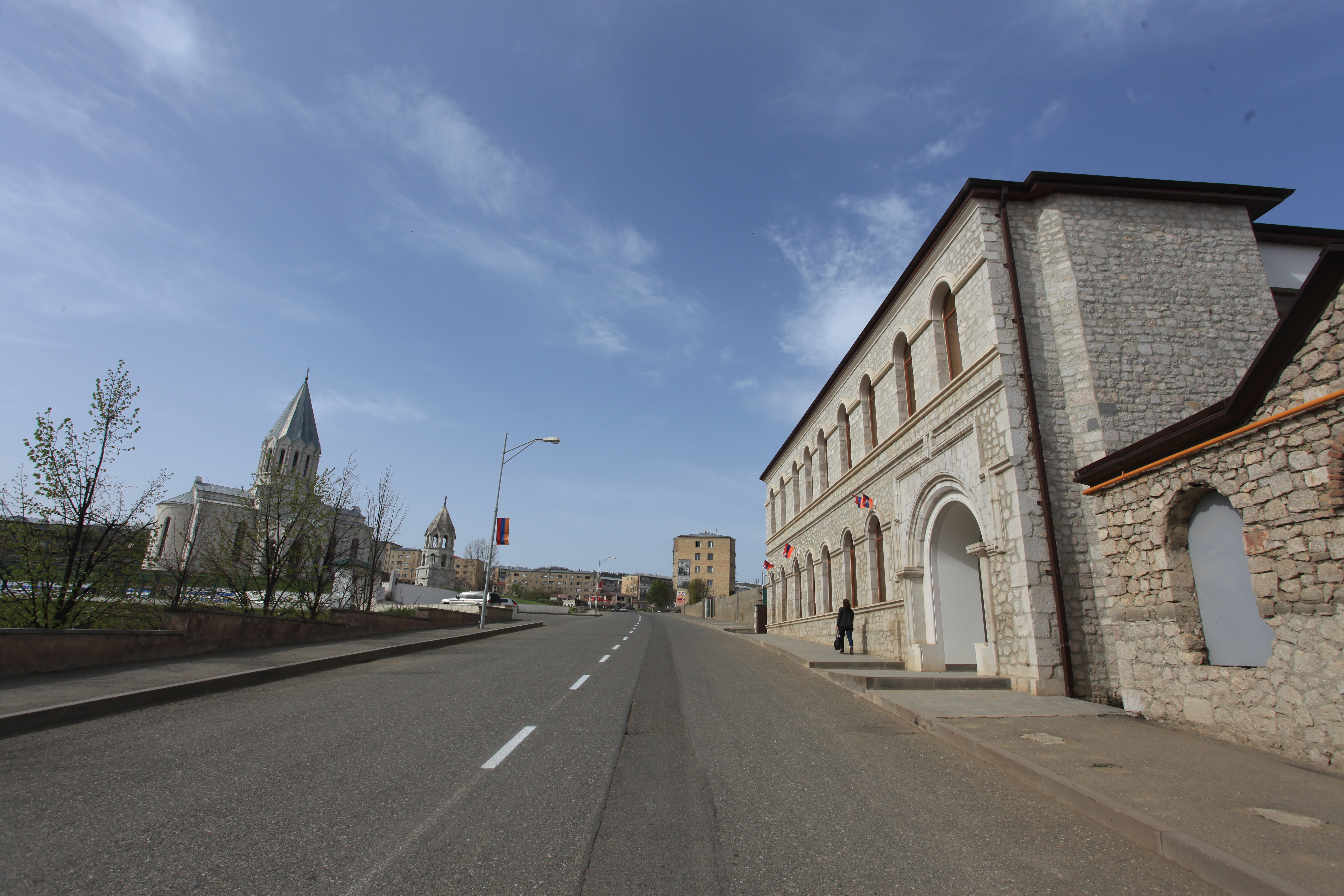
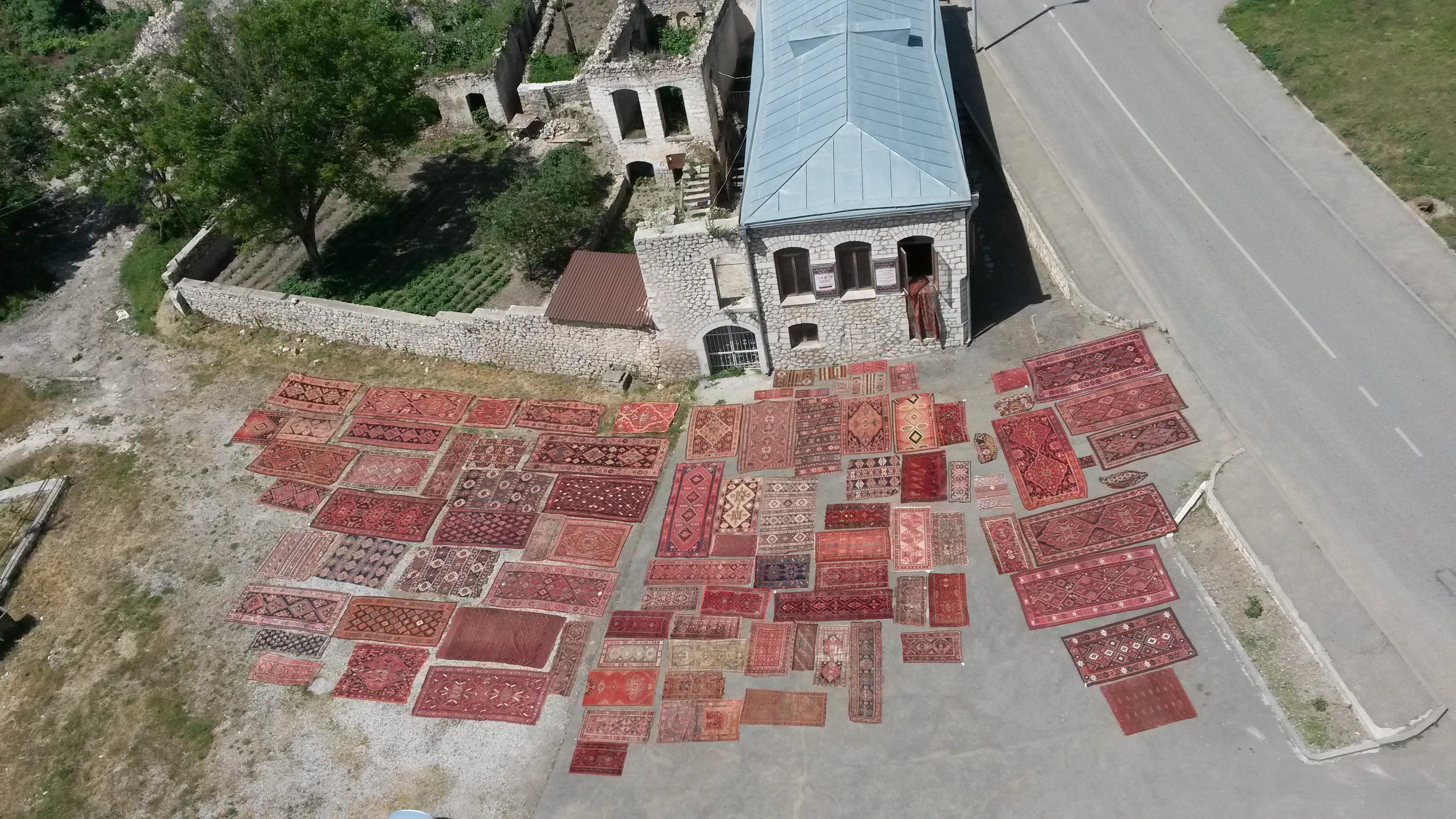
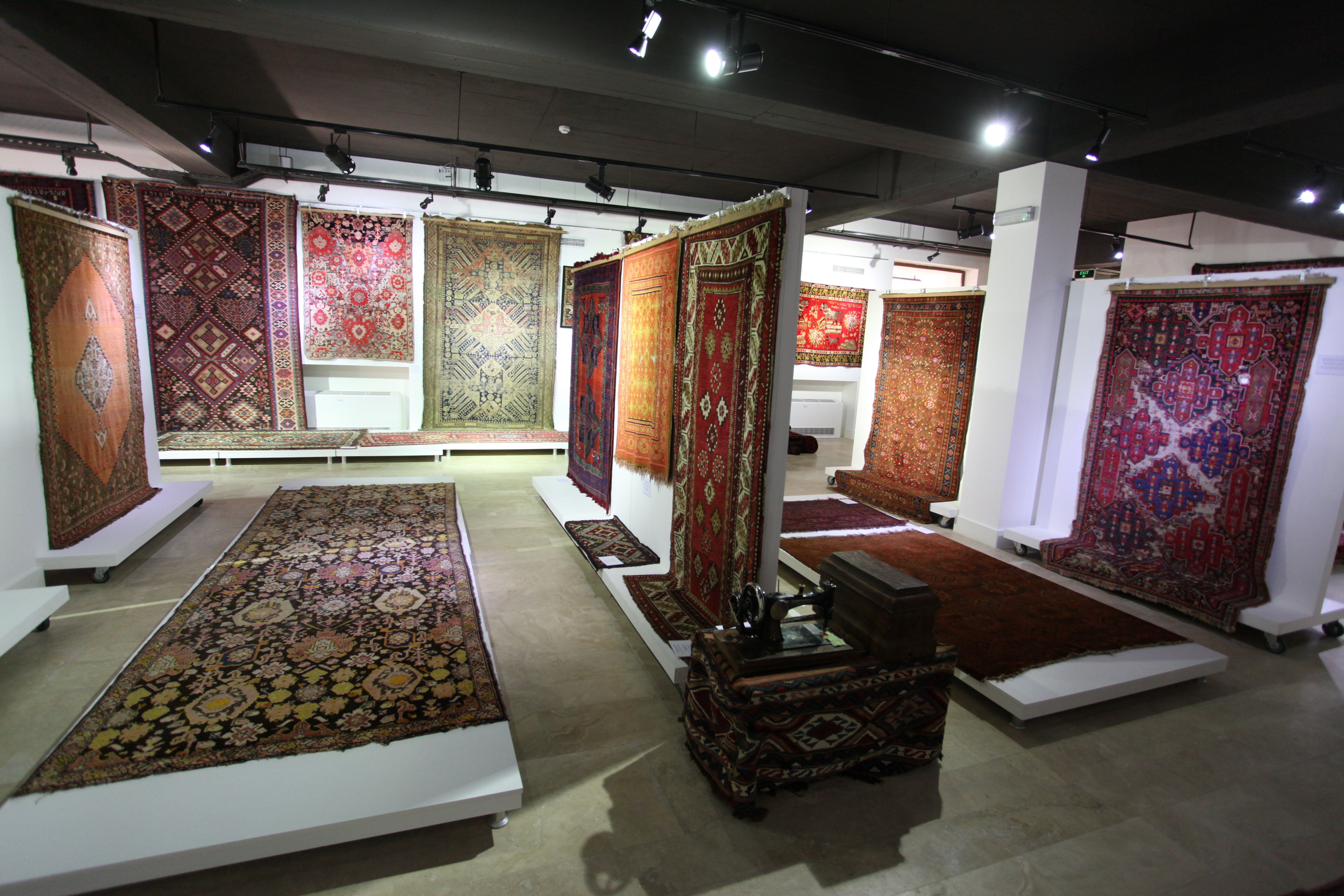
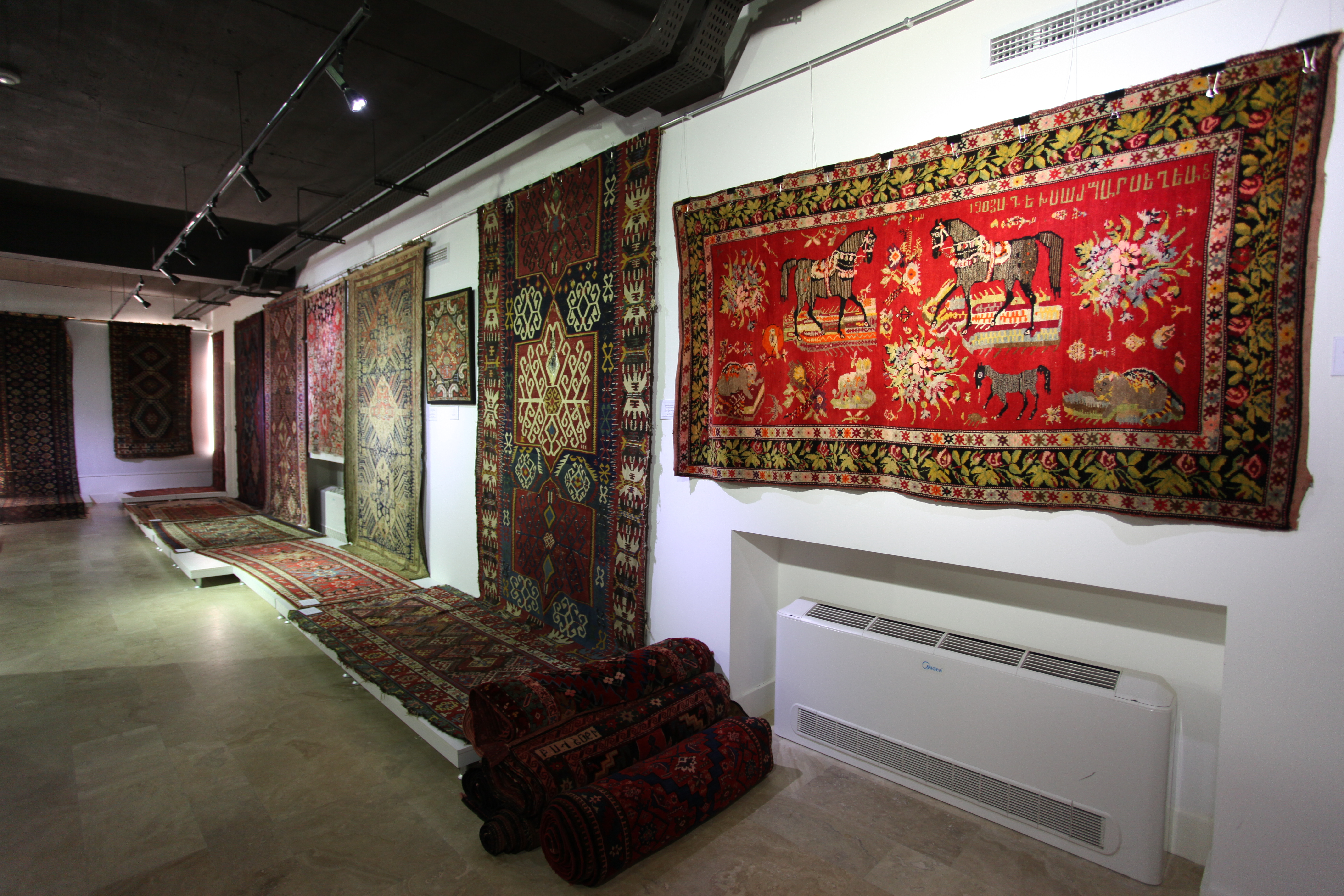
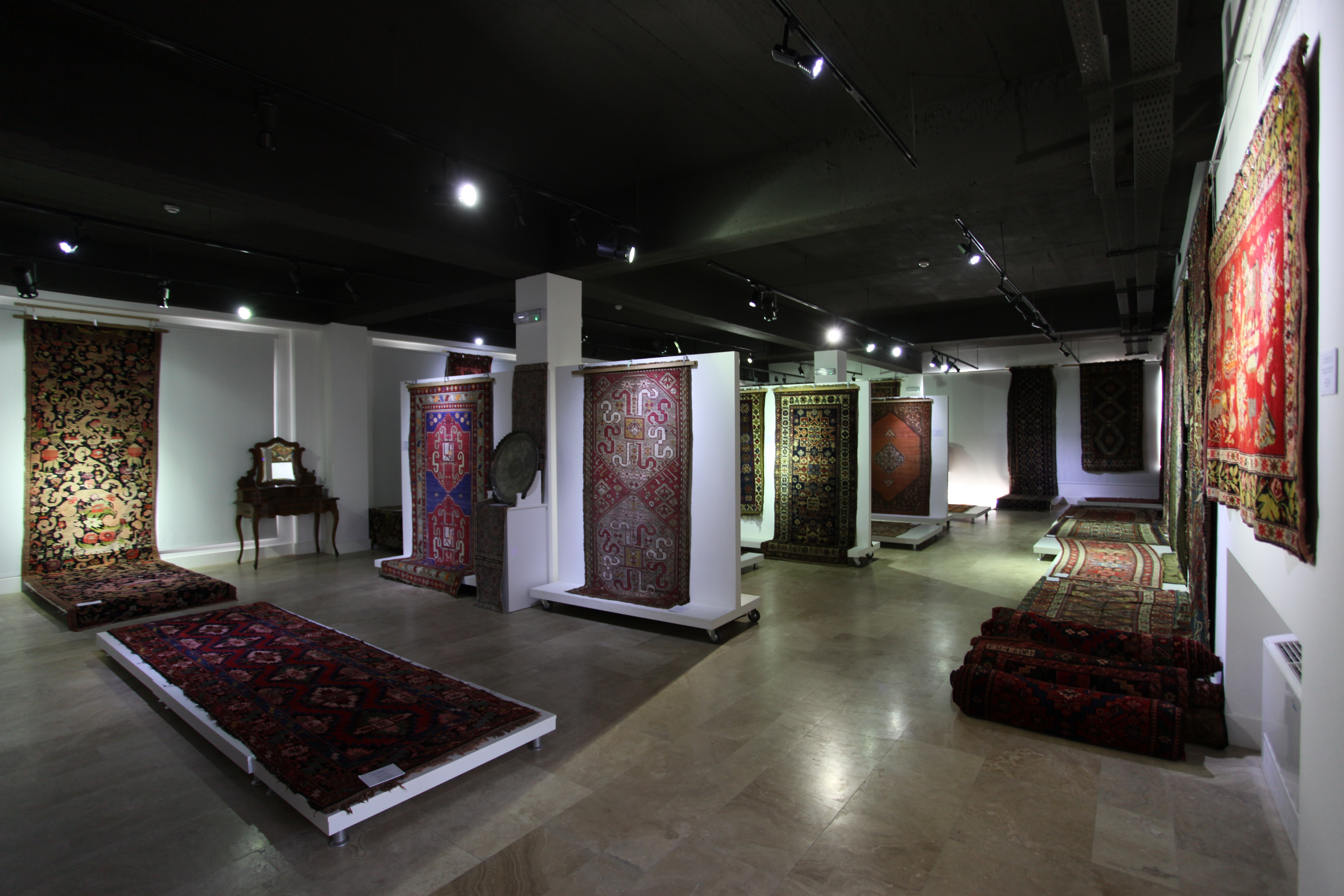
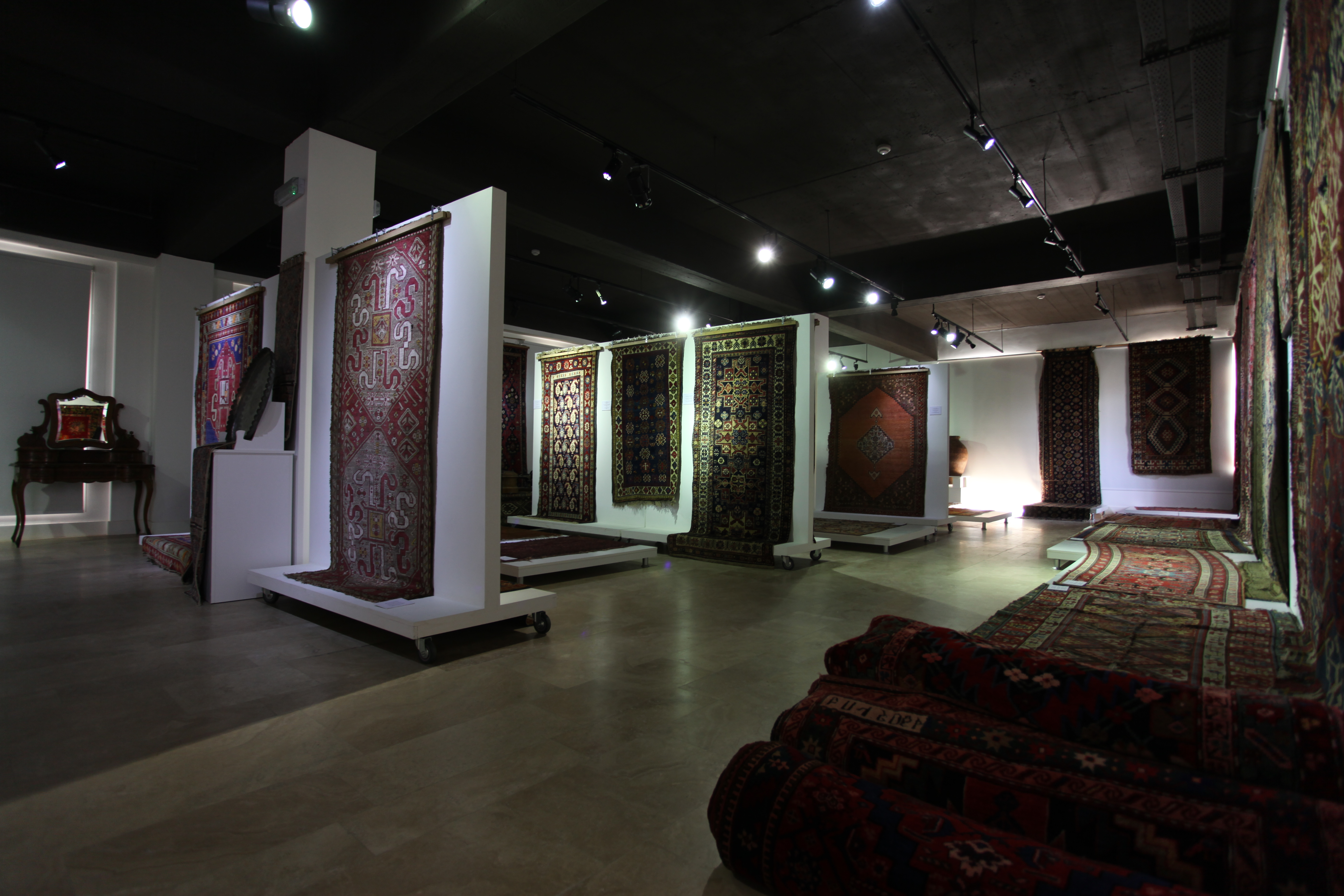
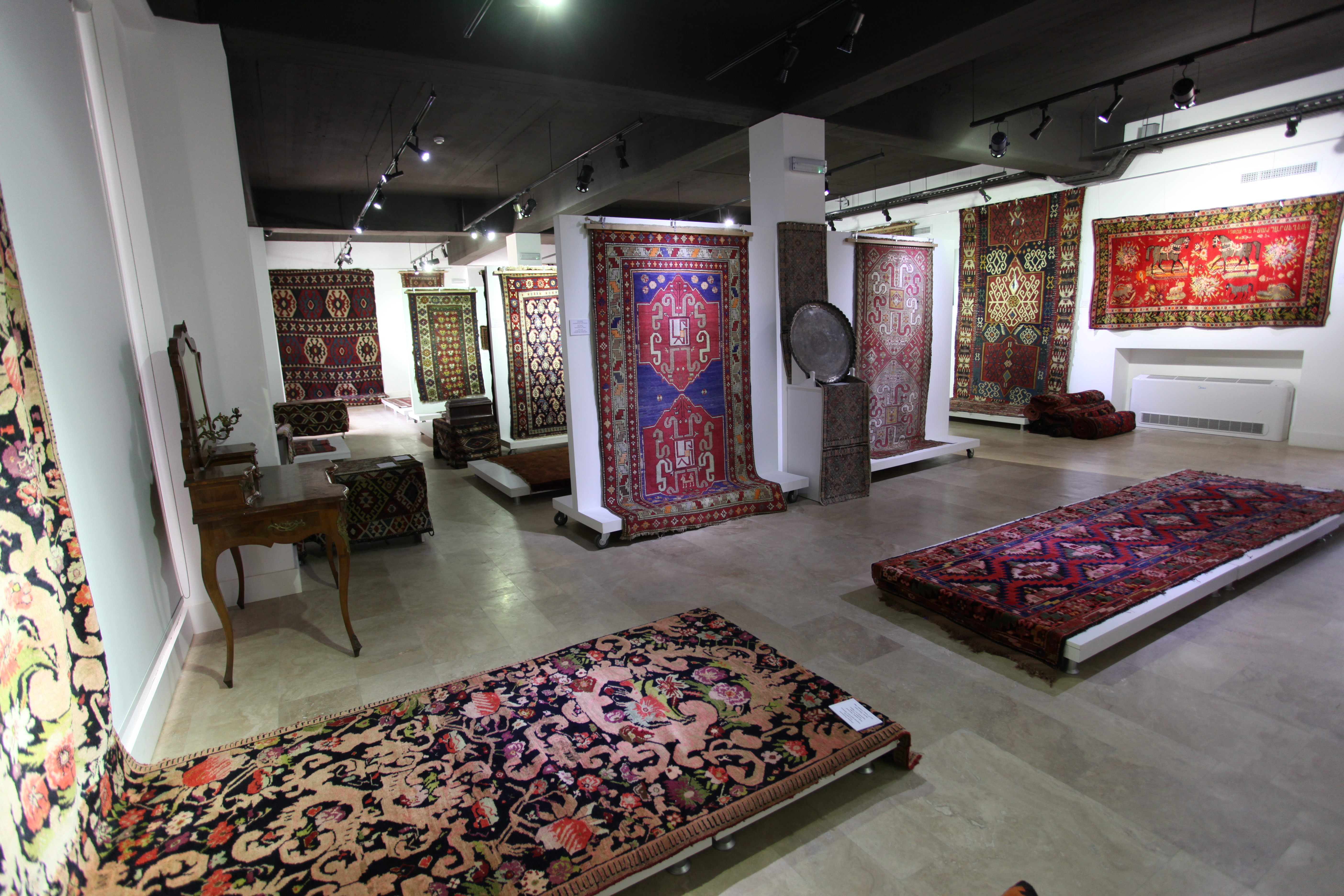
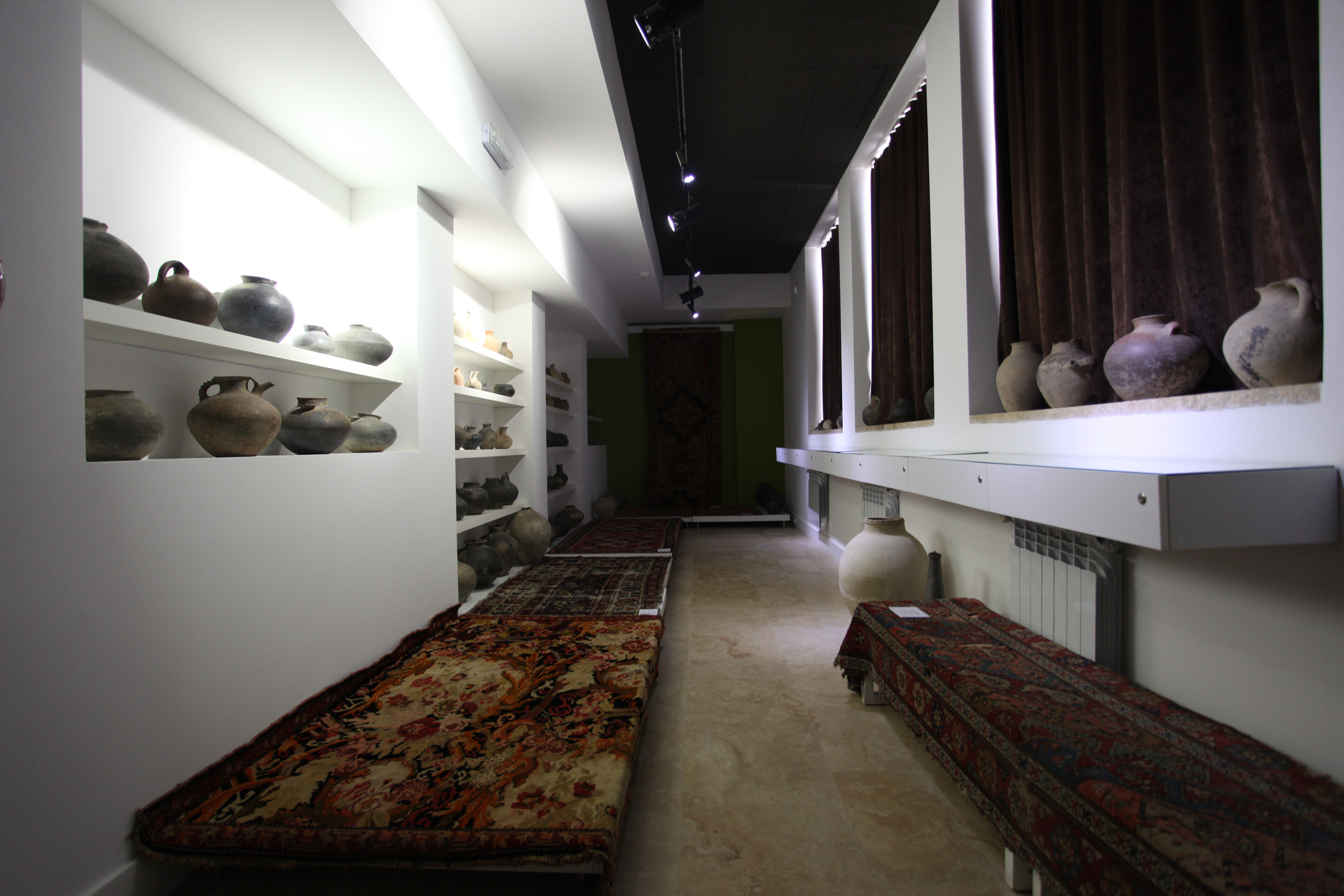
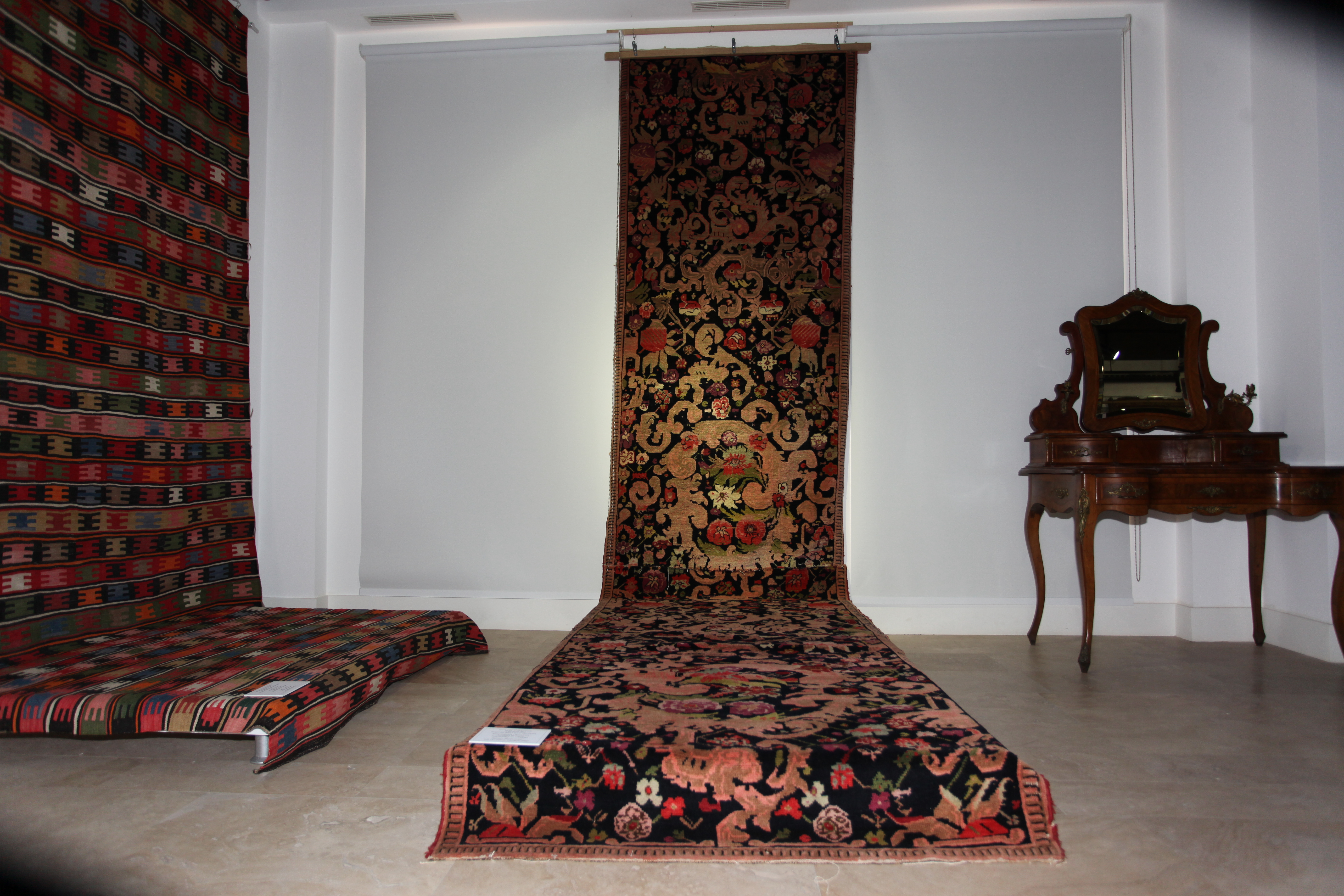
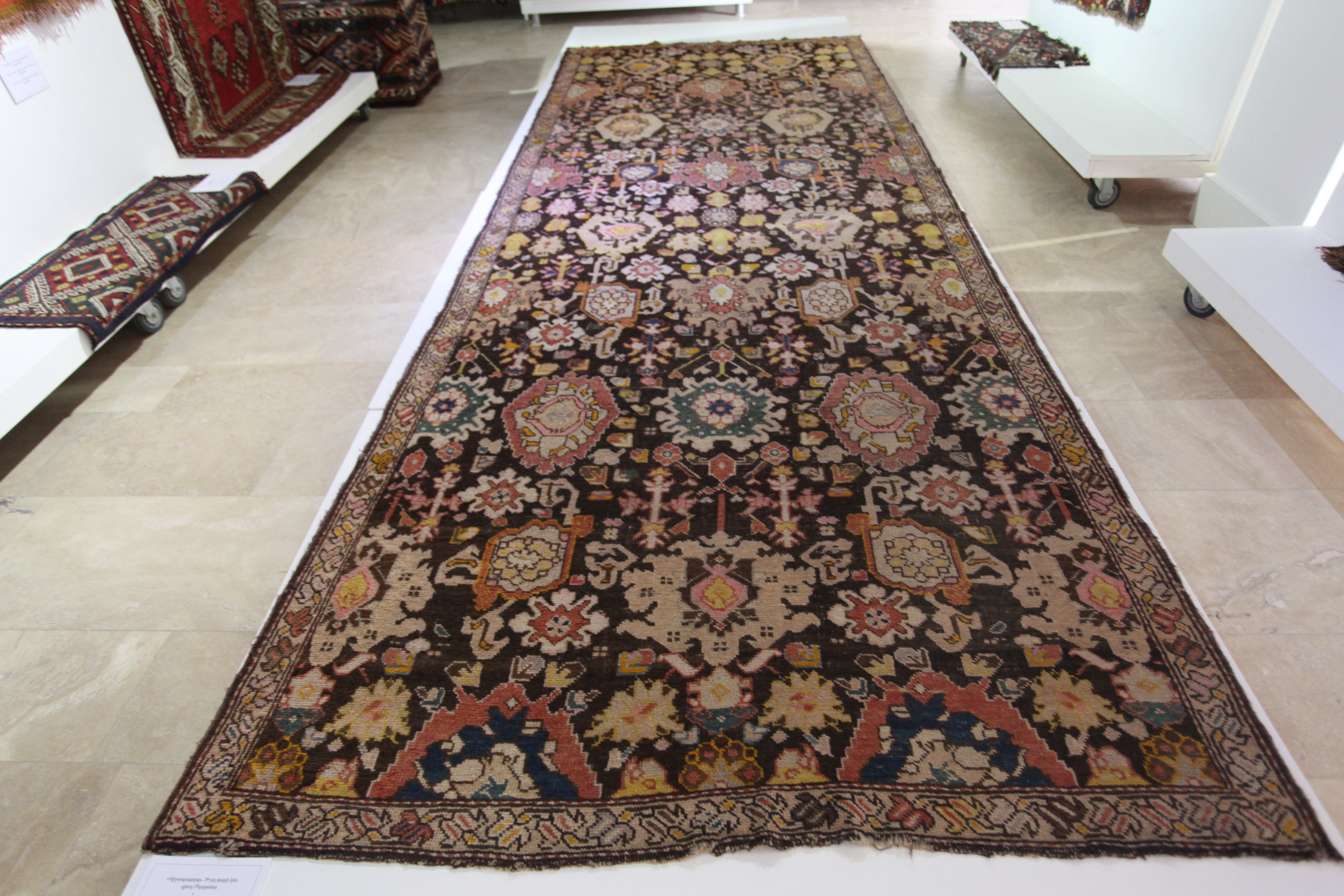
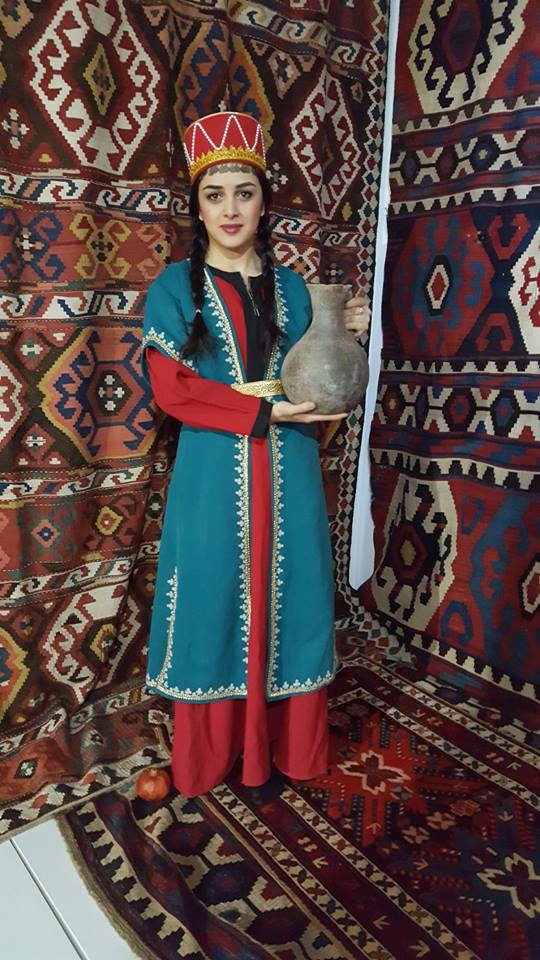